# Günter Schulze (Unternehmer)
Günter Schulze (* 18. Februar 1933 in Magdeburg; † 26. Juli 2010 in Bremen) war ein deutscher Unternehmer. Er war von 2004 bis 2008 Aufsichtsratsmitglied bei Werder Bremen.
Schulze war vor dem Verkauf an Randstad Mitinhaber von BINDAN und Mitglied im Beirat von BINDAN, sowie Geschäftsführer von TECCON. Er war zweifacher Vater und wirkte seit dem 29. März 1988 auf Initiative seines Freundes Franz Böhmert für Werder Bremen. Er gehörte zeitweise dem Ältestenrat an und war bis zu seinem Tod Mitglied des Ehrenrats. Bei Werder Bremen widmete er sich insbesondere der Nachwuchsförderung und galt als Mäzen der U23-Mannschaft.